# Cicer
Cicer là một chi thực vật thuộc Họ Đậu và là chi duy nhất của tông Cicereae. Đây là chi bản địa của Trung Đông và châu Á. Loài duy nhất của chi này được gieo trồng là Cicer arietinum.

## Hình ảnh

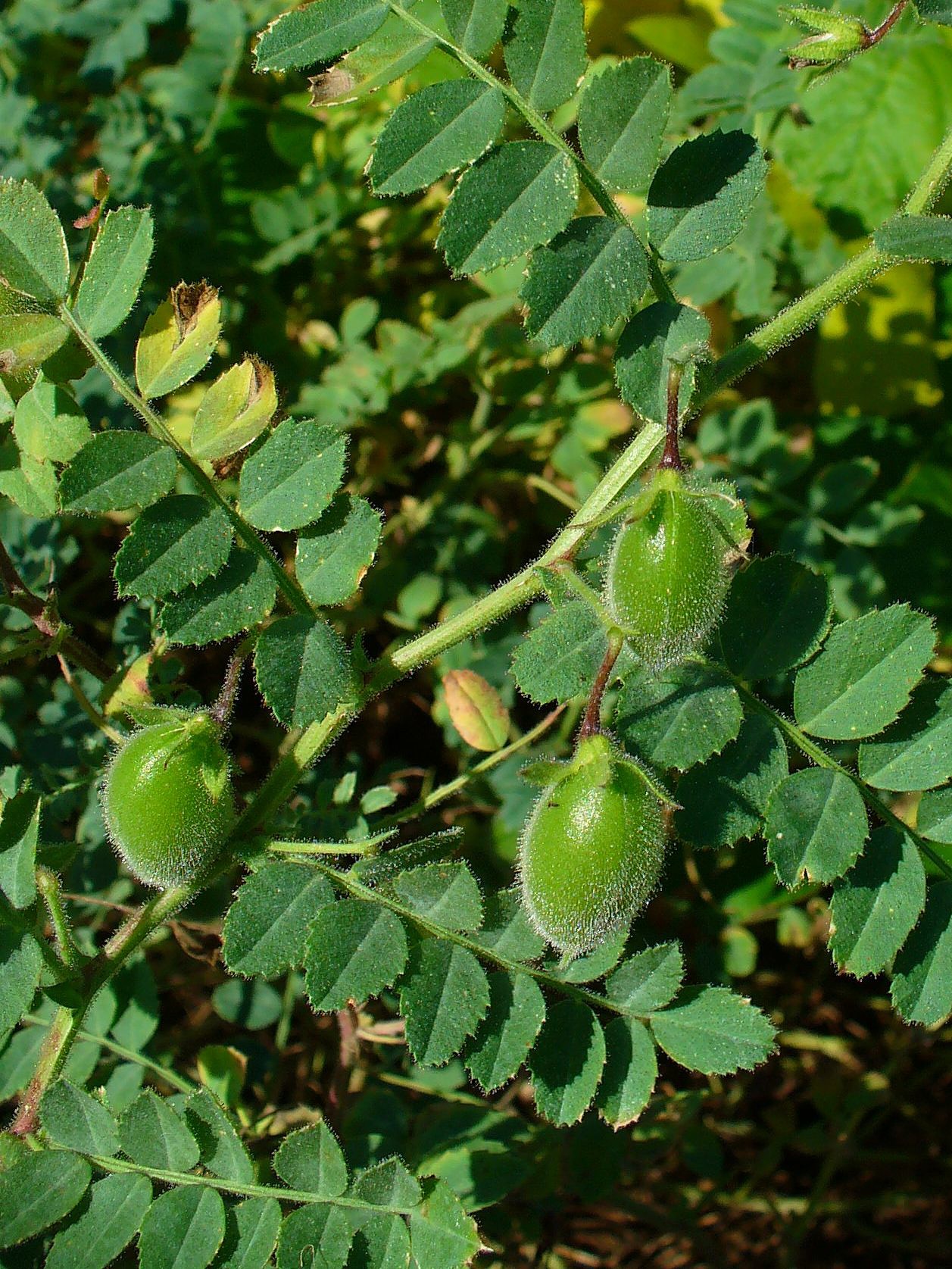
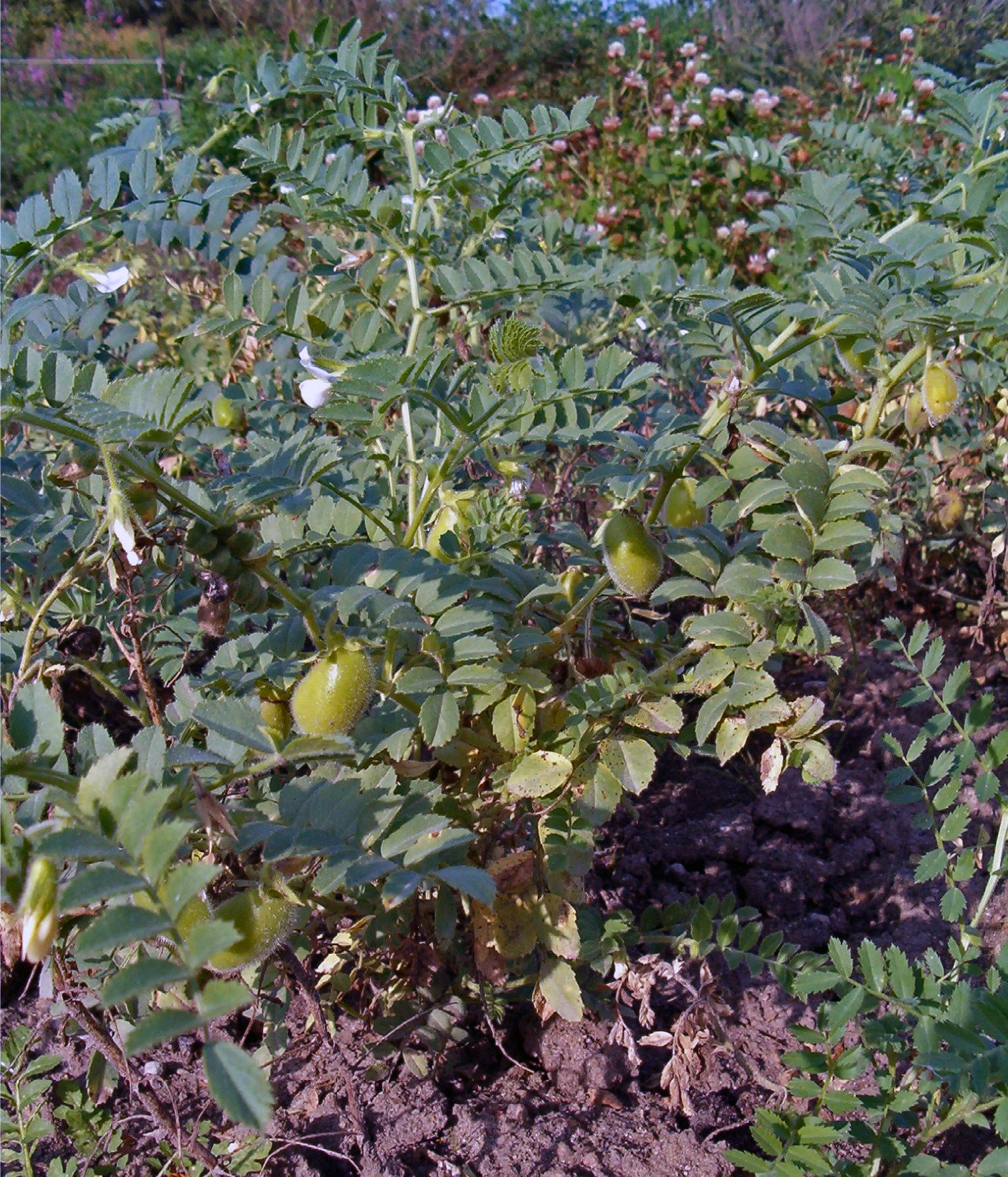
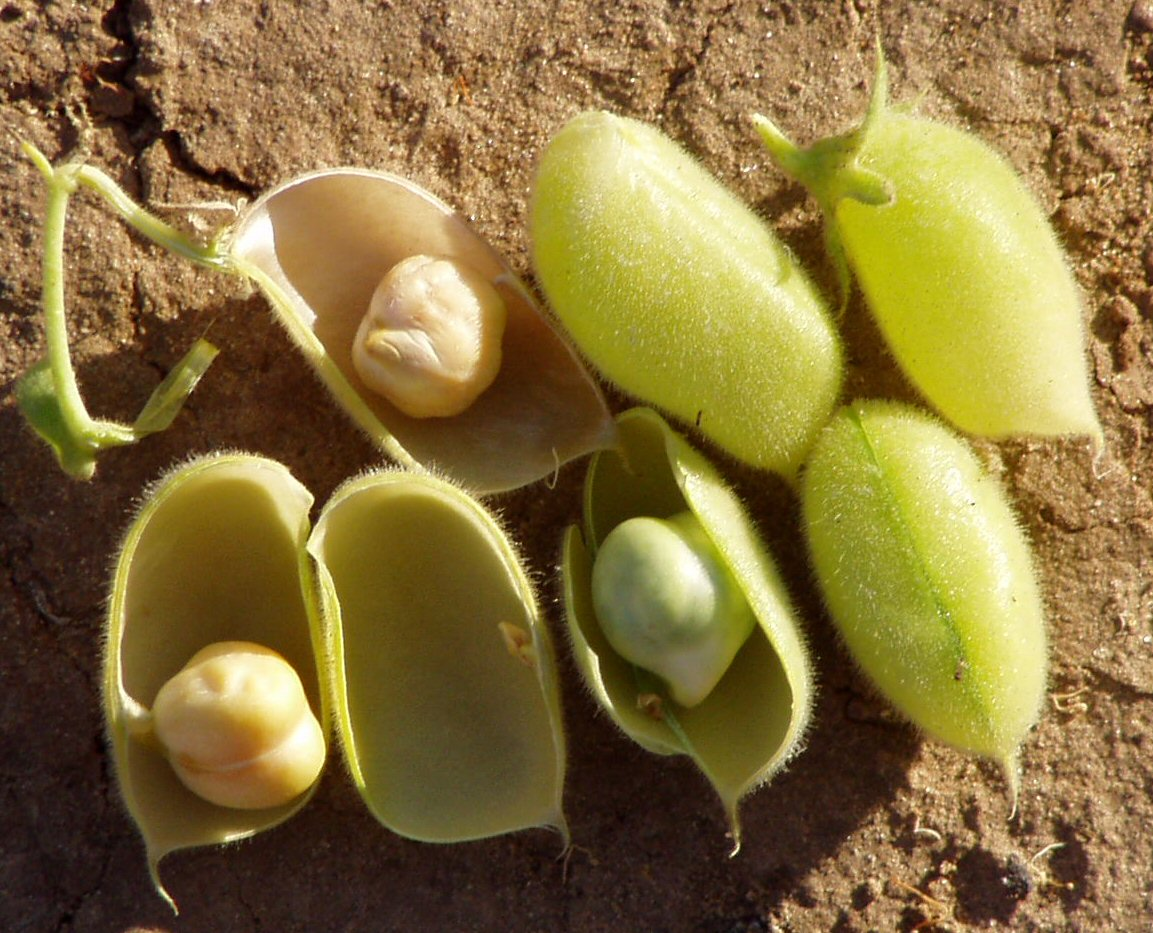
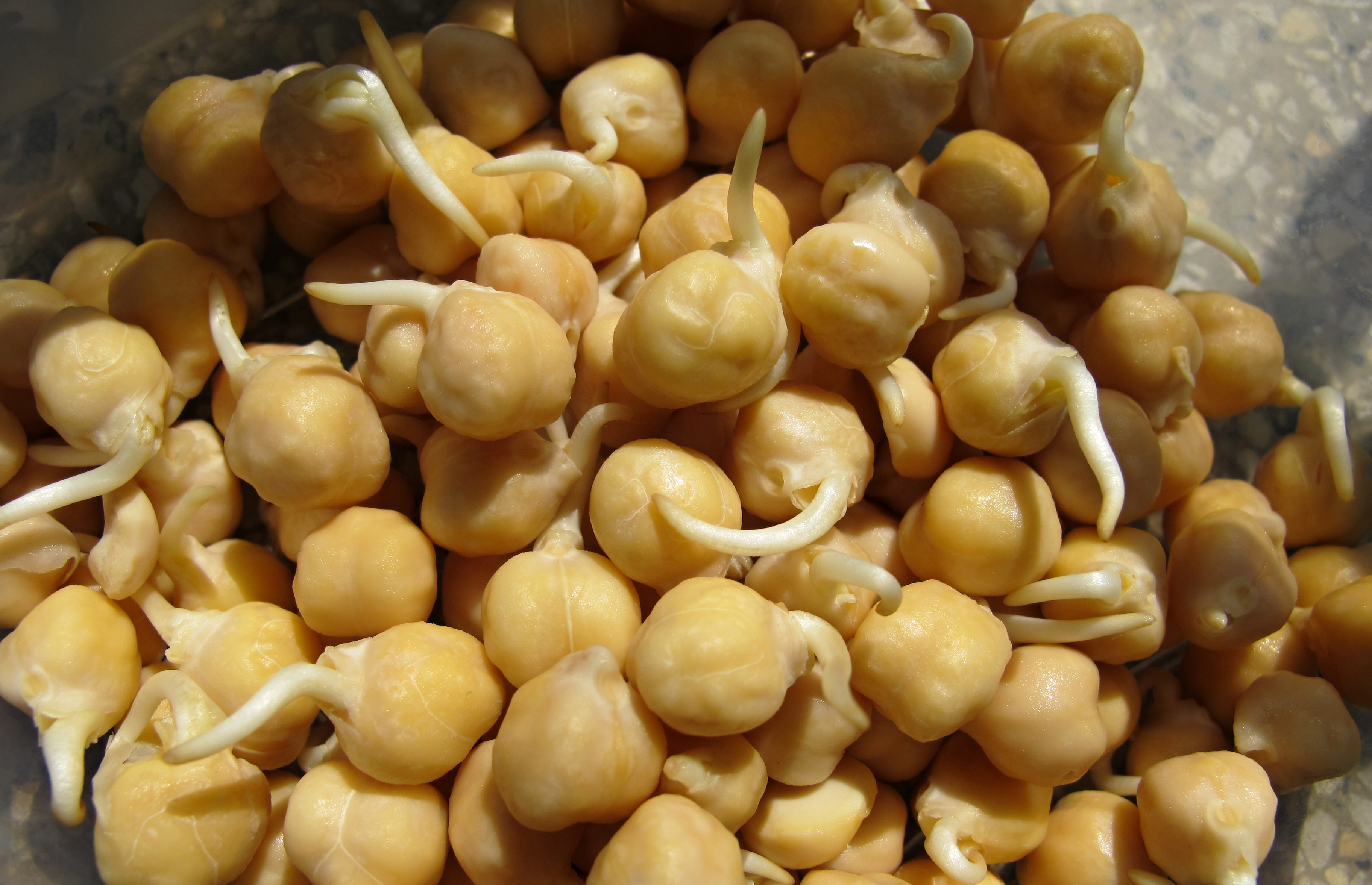